# Pseudopoda nayongensis
Espèce
Pseudopoda nayongensis est une espèce d'araignées aranéomorphes de la famille des Sparassidae.

## Distribution
Cette espèce est endémique du Guizhou en Chine,. Elle se rencontre dans le xian de Nayong.

## Description
Les mâles mesurent de 8,2 à 8,8 mm.

## Systématique et taxinomie
Cette espèce a été décrite par Zhang, Jäger et Liu en 2023.

## Étymologie
Son nom d'espèce, composé de nayong et du suffixe latin -ensis, « qui vit dans, qui habite », lui a été donné en référence au lieu de sa découverte, le xian de Nayong.

## Publication originale
- Zhang, Zhu, Zhong, Jäger & Liu, 2023 : « A taxonomic revision of the spider genus Pseudopoda Jäger, 2000 (Araneae: Sparassidae) from East, South and Southeast Asia. » Megataxa, vol. 9, no 1, p. 1-304.